# سبيل عين الست (نابلس)

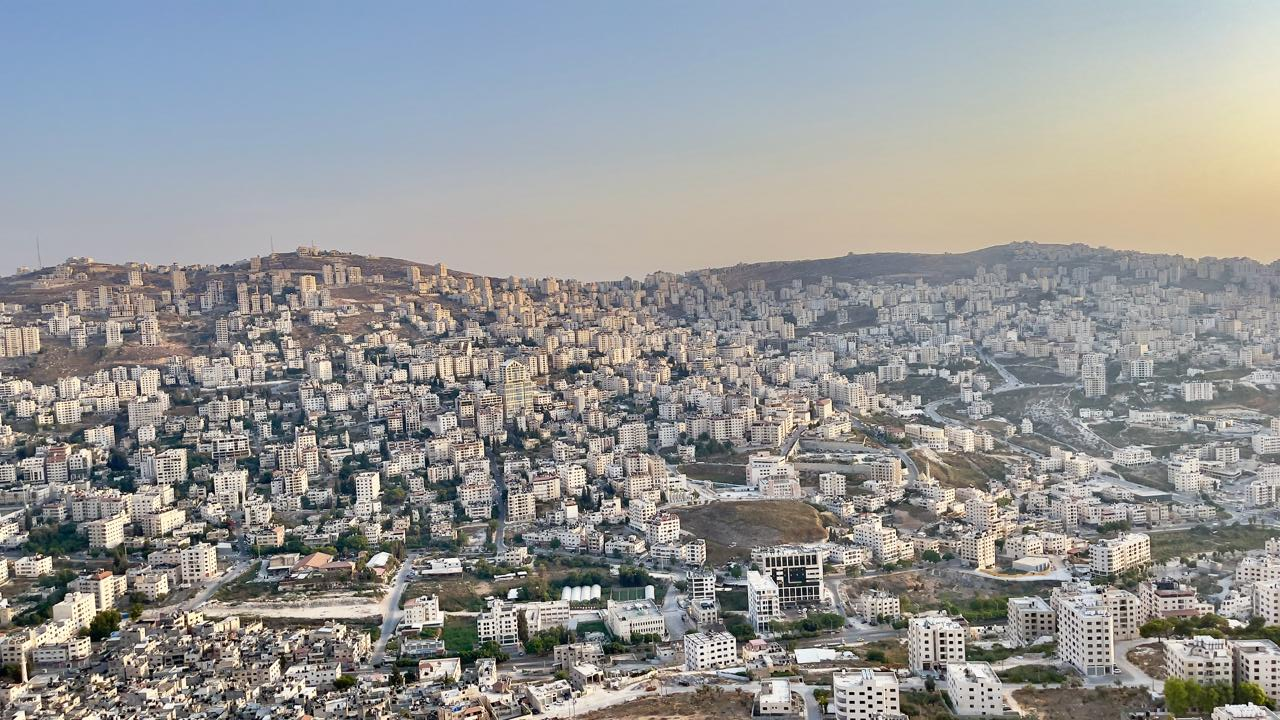
مدينة نابلس.

سبيل عين الست هو أحد الأسبلة التاريخية في مدينة نابلس، فلسطين. يقع في منطقة باب الساحة في البلدة القديمة، ويُعد من المعالم المعمارية التي تعكس الطابع الإسلامي في توفير المياه لعابري السبيل.

## التاريخ
سُمي السبيل على اسم "الست ثروت"، ابنة الميرالاي عبد العظيم الجيطان، أحد أمراء بلاد الصرب (يوغوسلافيا سابقًا). تمرد والدها على الحكم العثماني، مما أدى إلى نفيه إلى نابلس، حيث استقر فيها وتزوج من إحدى نساء المدينة. أنجبت له "الست ثروت"، التي عُرفت بكرمها وسخائها، ويُعتقد أنها قامت بتمويل بناء السبيل لخدمة سكان المدينة وزوارها. 

## الموقع

مدخل نابلس

يقع السبيل في منطقة باب الساحة، بالقرب من سرايا نابلس القديمة. يتميز بتصميمه المعماري الإسلامي التقليدي، حيث يحتوي على قوس حجري وزخارف بسيطة، مع فتحة لتدفق المياه. يُعد السبيل جزءًا من شبكة الأسبلة التي كانت توفر المياه في المدينة قبل إنشاء شبكات المياه الحديثة.

## الأهمية الثقافية
يعكس سبيل عين الست تقاليد الوقف الإسلامي في توفير المياه العامة، ويُعتبر شاهدًا على تاريخ المدينة وتراثها الثقافي. يُعد من المعالم التي تجذب الزوار والباحثين في مجال التاريخ والعمارة الإسلامية.